# (74353) 1998 WT4
1998 دابليو تي 4 (ويعرف أيضًا باسم (74353) 1998 دابليو تي 4 وفق تسمية الكوكب الصغير) (بالإنجليزية: 1998 WT4)‏ هو كويكب ضمن حزام الكويكبات؛ وترتيبه 74353 من حيث الاكتشاف.
اكتُشف هذا الجُرم الفلكي بواسطة ماسح السماء كاتالينا في 18 نوفمبر 1998.

## وصلات خارجية
- (74353) 1998 WT4 في قاعدة بيانات مختبر الدفع النفاث لأجرام النظام الشمسي الصغيرة

- الاكتشاف · مخطط المدار ·  العناصر المدارية · المعلمات المادية

- (74353) 1998 WT4 على موقع ويكي سكاي: DSS2, SDSS, GALEX, IRAS, Hydrogen α, X-Ray, Astrophoto, Sky Map, Articles and images